# Annellophorella
Annellophorella är ett släkte av svampar. Annellophorella ingår i divisionen sporsäcksvampar och riket svampar.